# Semíramis

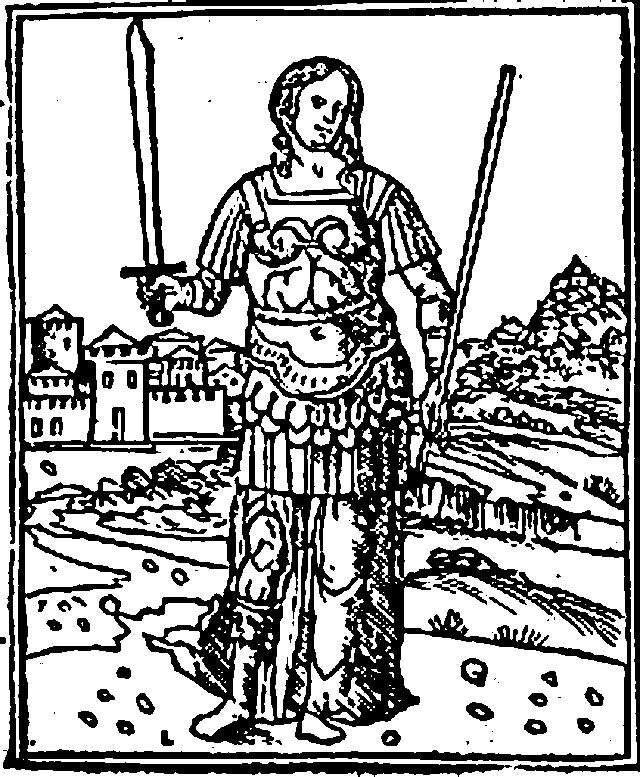
Semíramis según una ilustración del del libro Semmiramide Regina di Babillone.

Semíramis (en siríaco: ܫܲܡܝܼܪܵܡ «Šammīrām»; armenio: Շամիրամ «Šamiram»; griego: Σεμίραμις; árabe: سميراميس «Samīrāmīs») fue una legendaria lidio-babilónica que fue esposa de Ones y luego de Nino, sucediendo a este último en el trono de Asiria, según la crónica de Moisés de Corene. Su leyenda fue narrada por Diodoro Sículo, cuya fuente primaria fue Ctesias. Es la fundadora legendaria de Babilonia.
Entre los armenios y asirios de Irak, Irán y Turquía aún son comunes los nombres femeninos de Shamiram y Samira. Una variante siria de su nombre pudo ser Symiasera, que pudo derivar en el nombre de la emperatriz romana Julia Soemias.

## Leyenda de Ctesias

### Inicios
Según Diodoro Sículo, quien vivió en el siglo I a. C., y se basa en la obra de Ctesias, escritor griego del siglo V a. C., narra que en un gran lago cerca de Ascalón una diosa llamada Derceto (o Atargatis) ofendió a Afrodita, quien se vengó instigando en ella una irresistible pasión por un joven hermoso llamado llamado Simios (o Ictys, que significa «pez») y tuvo una hija, pero avergonzada de su ilícito amor, mató al hombre y se arrojó al lago, transformando su cuerpo en un pez, pero conservando su cabeza humana. La niña fue expuesta en un lugar donde muchas palomas anidaban y ellas la alimentaron llevándole leche en sus picos y manteniéndola caliente con sus alas. Cuando la niña tenía un año, las aves empezaron a traerle trocitos de queso, pero los pastores cercanos se dieron cuenta de que sus alimentos estaban mordisqueados y siguiendo a los animales la encontraron, quedando impactados por su belleza. La llevaron ante Simas (o Simmas), pastor de los rebaños reales y quien no tenía hijos, por lo que la crío como propia y la llamó Semíramis, que significaba «paloma» en la antigua lengua siria.
Cuando creció y se convirtió en la núbil más bella de la región, el gobernador de Siria, llamado Ones (o Menones), estaba de viaje inspeccionando los rebaños reales y al pasar por la casa de Simas se enamoró perdidamente de Semíramis, rogándole a su padre que la entregara en matrimonio. Luego la llevó a la corte del rey Nino, donde se casaron y tuvieron dos hijos, Hiapate e Hidaspe. Ella probó ser una sabia consejera para su esposo, quien prosperó.
Por entonces, Nino ya se había aliado con el rey Arieo de Arabia, país desértico que ningún monarca extranjero logró conquistar, conquistado a los babilonios (la ciudad de Babilonia aún no había sido fundada) y arrasado Armenia, aceptando que el rey de esta última se volviera su aliado a cambio de seguir gobernando. Luego venció había vencido al rey Farno de Media, crucificándolo y nombrando a un amigo como sátrapa de la región. Así sometió todas las tierras entre el Tanais y el Nilo, faltándole sólo Bactriana e India. Después se dedicó a la fundación de Nínive. Durante su reinado habría vivido el patriarca Abraham.

### Esposa del rey

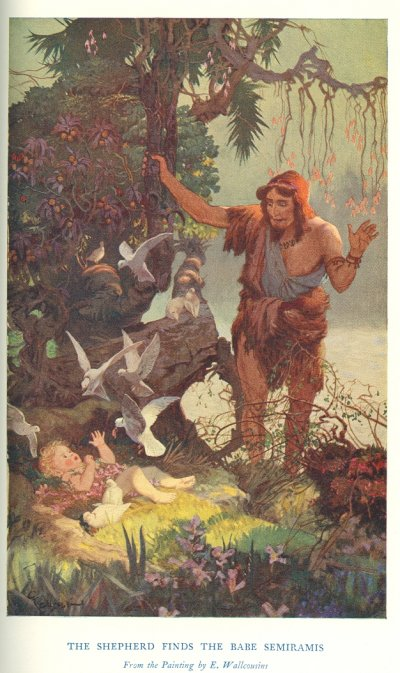
El pastor encuentra a la bebé Semíramis en el bosque. Dibujo de Ernest Wallcousins en el libro Myths of Babylonia and Assyria, 1915.

Nino lanzó una campaña contra los bactrianos y empezó a reclutar hombres hasta alcanzar 1 700 000 infantes, 210 000 jinetes y 10 600 carros falcados. Más grande que el de Darío I contra los escitas y el de Jerjes I en la segunda guerra médica. Avanzó con varias divisiones por diferentes pasos de montaña y venció a los bactrianos, matando a 100 000 en batalla. Luego, Nino fue asediando y tomando cada una de las ciudades fortificadas del país hasta que sólo quedó Bactra, donde vivía el rey Oxiartes de Bactriana, aunque otras fuentes lo llaman Zoroastro y afirman que él invento las armas mágicas. Debido a sus defensas, no pudo tomarla al asalto y se dedicó a un largo asedio.
Según Ctesias, Ones, quien estaba en la campaña del rey, mandó traer a sus esposa porque la extrañaba. Ella fue con prendas que impedían saber si era un hombre o una mujer. Al llegar a Bactra, notó que los ataques se concentraban en la zona baja de la ciudad, pero nadie intentaba atacar la acrópolis. Tomó un grupo de soldados acostumbrados a escalar en terreno rocoso y los lideró por un barranco, tomando la acrópolis. Luego hizo una señal al resto del ejército asirio en la llanura, lo que atemorizó a los defensores, quienes abandonaron las murallas y se rindieron. Nino quedó maravillado de su inteligencia y belleza, así que le pidió a Ones que se la entregara como esposa, ofreciéndole a su hija Sosane en compensación. Como Ones no accedía, le amenazó con enceguecerlo y su lugarteniente, sin saber qué hacer, pues no deseaba perder a su esposa, se volvió loco y se ahorcó.
En cambio, Ateneo afirmaba que llegó como una cortesana que el rey Nino amaba por su belleza, pero luego la proclamaron reina principal y convenció a su esposo de cederle el poder por 5 días. El primer día celebró un gran banquete después de recibir los símbolos del poder real y convenció a los generales de apoyarla,  al segundo, mientras nobles y populacho le presentaban su respeto, hizo arrestar a Nino y se hizo con el poder.
Paulo Orosio dice que Nino murió de un flechazo cuando sometía una ciudad rebelde, siendo sucedido por su hijo y su viuda, quien asumió el poder y vistió como hombre.
Justino afirma que Nino murió después de matar al rey bactriano, dejando el trono a un niño y su esposa. Semíramis, quien no deseaba que el poder lo asumiera un infante ni podía tomarlo directamente, fingió ser su hijo, ayudada por el hecho que ambos eran bajos, de voz suave y parecidos físicamente, vistiéndose como un hombre al comienzo de su reinado. Después de lograr muchos grandes logros, finalmente permitió que se supiera que era una mujer. La confesión no le quitó poder, sino que aumentó la admiración por ella, pues se consideraba que superaba a hombres y mujeres en heroísmo.

### Fundación de Babilonia
Nino se hizo con las riquezas de Bactriana y después de pacificar el país, licenció a su ejército. Alcanzó a engendrar un hijo con su nueva reina, Ninias, y poco después murió. Ella ordenó enterarlo en una gran tumba en el recinto del palacio. Entonces Semíramis decidió fundar la ciudad de Babilonia, para lo que reunió a 2 000 000 de trabajadores.  Dejando que el río Éufrates pasara por su centro, construyó la gran ciudad rodeada por una muralla con 250 grandes torres, pero confiaba más en los pantanos cercanos como defensa natural. También dejó un ancho espacio entre las viviendas y las murallas.
Organizó todo para que se acabaran las obras en un año, repartiendo entre sus lugartenientes el área de un estadio con todos los materiales que necesitaban para construir los edificios ahí. Cuando acabaron hizo construir un gran puente en la parte más estrecha del río. En cada orilla del Éufrates hizo levantar un gran muelle y también un gran palacio que apuntaba al amanecer y otro al atardecer. En el lado occidental hizo levantar una segunda muralla circular, bien fortificada y con grabados de animales salvajes coloridos en su muros. Después levantó una acrópolis rodeada por un tercer muro circular aún más alto. Cada muralla contaba con puertas, dos de ellas de bronce y todas se habrían mediante mecánica. Además, el palacio occidental era el más bello y grande, contando con su propio muro decorado por estatuas de bronce de Nino, Semíramis, sus lugartenientes y Bel (Zeus) y escenas de batallas y cacerías.
Posteriormente, la reina hizo construir un gran estanque cuadrado y con ladrillos en la zona más baja de la ciudad. Se desvió el río hacia él y también edificó un ancho pasadizo subterráneo que comunicaba ambos palacios y con puertas de bronce en cada entrada. La obra se acabó en 7 días y así la reina pudo cruzar de un lado a otro sin ser vista. Después edificó en el centro de la urbe un templo a Bel donde había estatuas dedicadas a ese dios, a Gula (Hera) y Ishtar  (Rea). La primera representaba a la divinidad erguida, media 40 pies y pesaba 1000 talentos babilónicos, la de la tercera aparecía sentada en un trono y pesaba lo mismo, y la segunda también estaba erguida, tenía un centro tachonado en piedras preciosas en la mano izquierda y una serpiente en la derecha, aunque pesaba 800 talentos. Delante había una mesa con un martillo de oro que pesaba 500 talentos, 2 incensarios de 300 talentos y tres tazones de oro, uno de 1200 talentos y los otros dos de 600. En la calle más famosa de la ciudad levantó un enorme obelisco que se extrajo de las montañas armenias.
Por último, Semíramis hizo construir los legendarios Jardines colgantes de Babilonia en la acrópolis, aunque Diodoro reconoce que otras fuentes afirmaban que lo hizo un rey posterior. Se levantaban como una colina, pero en apariencia asemejaban un teatro de varios niveles. Su peso era soportado por galerías con anchas vigas de piedras y muros. Todas recibían luz y agua del río que era subida a los jardines con máquinas.

### Campañas en Media y Etiopía
También fundó otras ciudades a lo largo de los ríos Éufrates y Tigris con mercados que traían mercaderías de lugares distantes usando los cursos fluviales como vías de transporte, lo que enriqueció a Babilonia.
Según Orosio, la reina era ambiciosa y sedienta de sangre por lo que hizo la guerra a muchas tribus. Semíramis se dirigió a Media con un gran ejército, acampando a pies del monte Bagistán, Ahí hizo grabar una imagen suya acompañada de 100 lanceros y mandó construir un montículo para llegar a su cima. Siguió a la ciudad de Chauón, donde acampó, mandó construir edificios y tuvo relaciones carnales con soldados que seleccionó por ser los más hermosos, pues no deseaba casarse para no perder su trono; después hizo matar a sus amantes. Siguió hacia Ecbatana y cuando llegó al monte Zarcaeo construyó un costoso camino que lleva su nombre y que evita los acantilados. En Ecbatana mandó levantar otra gran palacio e hizo construir un túnel que traía abundante agua del monte Orontes.
Siguió a Persis y luego por toda Asia, construyendo caminos en los pasos de montaña y montículos en las llanuras para que sirvieran de tumba para sus generales o de base para nuevas ciudades. También levantó montículos más pequeños donde erigía sus campamentos temporales, siendo llamadas Obras de Semíramis. Según Estrabón, muchos acueductos, puentes, caminos, fortificaciones y otras obras por toda Asia se le atribuyen a ella. Polieno, escritor del siglo II, afirmaba ella fue la primera asiria en ver el mar, hizo sembrar el desierto construyendo acueductos, escarbó pasos en las montañas y levantó murallas inexpugnables. También agregó que los límites orientales de su imperio estaban en el río Hinamames y los septentrionales con los sacas y sogdianos. Heródoto, en el siglo V a. C., afirmaba que Semíramis construyó murallas, templos y diques en Babilonia, estos últimos se hicieron en una llanura que después fue inundada. Ovidio, en el siglo I a. C., la describe como la constructora de una gran muralla y la relaciona con la leyenda de Píramo y Tisbe. Plutarco afirma que ella construyó en su tumba con la inscripción: «Cualquier rey que necesite un tesoro, si abre esta tumba, podrá quedar satisfecho». Cuando Darío la abrió se encontró con una lugar vacío y con otra inscripción: « Si no fueras una persona malvada y de una codicia insaciable, no perturbarías las mansiones de los muertos».
Después visitó Egipto, conquistó la mayor parte de Libia y visitó el oráculo de Amón, donde preguntó cuál sería su final. Le respondieron que desaparecería de entre los hombres y sería honrada en toda Asia cuando su hijo conspirada contra ella. Tras esto, según Diodoro conquistó Etiopía, aunque después en sus obras afirmaba que la reina avanzó brevemente en ese país y luego se retiró.
Polieno afirmaba que cuando los siracenos se alzaron en rebelión, la reina se enteró cuando se estaba bañando y sin esperar a que la peinaran y prepararan su caballo, fue a dirigir su ejército y sofocar el levantamiento, afirmando «A mí la naturaleza me hizo mujer, pero yo con mis acciones no fui inferior a ningún hombre valiente». En cambio, Valerio Máximo, quien escribió en el siglo I, afirmaba que cuando estalló una revuelta en Babilonia, la reina salió despeinada a sofocarla, sin reparar en su apariencia hasta que sometió el movimiento. Por eso, su estatua en la ciudad la mostraba con el pelo suelto. Orosio, con una visión muy negativa de ella, la acusa de haber masacrado a pueblos que hasta entonces vivían en paz.

### Campaña de Armenia
El cronista armenio Moisés de Corene, en el siglo V, cuenta que Semíramis deseaba al rey armenio Ara el Bello, quien había conseguido la corona gracias al apoyo de Nino pocos años antes. Después de la muerte del rey asirio, aunque Moisés creía que en realidad huyó a Creta, Semíramis se sintió con las manos más libres y lo invitó a su corte en Nínive para que se casara con ella y asumiera el trono, pero Ara no aceptó. Finalmente, la reina asiria entró con un ejército en Armenia y en la batalla que se dio cerca de Artaxata le ordenó a sus generales capturar al rey vivo. Sin embargo, en Ara murió en el combate y la reina depositó su cuerpo en su palacio para observarlo. Entonces el ejército armenio se reorganizó y buscó venganza, mientras ella estaba ocupada intentando revivir a Ara mediante hechicería. Cuando el cadáver empezó a apestar, lo hizo enterrar en una gran zanja y visitó a uno de sus amantes como Ara, difundiendo el rumor que los dioses habían revivido al rey y erigió pilares y realizó sacrificios para honrarlos.
Semíramis se quedó algún tiempo en Artaxata, donde hizo construir un palacio veraniego porque le gusto el buen clima y belleza del lugar. Mandó a 40 000 trabajadores y 2000 artesanos selectos erigir una ciudad palaciega en una colina junto a un lago y que dominaba un bello valle. Le llegada agua de un río a través de un acueducto de roca para regar cultivos y jardines, dentro habían numerosos palacios y tenía gruesas murallas con una puerta de bronce.
Moisés aseguraba que ella continuamente pasaba los veranos en Armenia, nombrando como gobernador de Nínive y Asiria a Zoroastro, jefe de los medos y los magos, a quien acabó encargando el gobierno de todo su imperio. También, reprochando su carácter lujurioso por sus hijos, a quienes los tenía abandonados para dar regalos a sus amantes, los ejecutó a todos menos a Ninias, el más joven. Según el cronista armenio, en realidad Nino no estaba muerto sino que dándose cuenta de su mala vida, se había exiliado en Creta. Tomando su ejemplo, sus hijos trataron de hacerle entender a la reina lo mal que vivía, enfureciéndola y acabando en su ejecución.

### Guerra en la India
La reina volvió a Bactriana, donde deseaba una gran victoria después de vivir algunos años en paz, así que planeó conquistar la rica, extensa y populosa India. Pero ahí gobernaba Estabrobates, quien contaba con muchísimos soldados y elefantes de guerra. Semíramis ordenó una invasión sin haber sido provocada, enviando mensajeros con la exigencia a sus sátrapas de enviar contingentes de jóvenes, pues necesita una gran fuerza para la guerra. Durante tres años concentró sus fuerzas en Bactra. También trajo de Fenicia, Siria y Chipre embarcaciones fluviales que fueron llevadas por tierra desarmadas. Al observar que su ejército estaba en desventaja por la falta de elefantes, pero creyendo el mito que los indios desconocían que habían paquidermos fuera de su país, Semíramis ideo un plan para hacerlos creer que ella tenía. Sacrificó a 300 000 bueyes y con sus pieles rellenas de pajas creó unos elefantes falsos. Lo hizo en un recinto amurallado para que ningún rumor llegara hasta los indios.
Con un ejército de 3 000 000 de infantes, 200 000 jinetes y 100 000 carros de guerra Semíramis partió de Bactra al tercer año. Transportó las piezas de sus 2000 barcos y sus falsos elefantes en camellos. El rey Estabrobates deseaba superarla en todos los aspectos, así que mandó construir 4000 barcos fluviales, reunió por toda la India más hombres que el ejército invasor y cazó elefantes para domarlos. El encuentro se dio en el río Indo, donde Semíramis ordenó a sus mejores infantes tripular los barcos y tras una larga batalla, los indios fueron vencidos, perdiendo 1000 barcos y muchos hombres. Luego, la reina atacó las ciudades de la cuenca del río y tomó 100 000 esclavos. Estabrobates se retiró con la intención de animarla a cruzar el Indo. La monarca construyó un puente de pontones para su ejército y dejó 60 000 soldados para protegerlo. Con el resto fue a perseguir a su rival, pero pronto se filtró la noticia que ella no poseía elefantes reales, lo que animó a Estabrobates a volver a presentar batalla. Avanzó con su caballería y carros como vanguardia, pero la reina resistió su carga y sus falsos paquidermos asustaron a los caballos indios. La vanguardia huyó, pero entonces llegó el grueso del ejército con sus elefantes seguidos de los infantes, y con el rey sobre una bestia en el flanco derecho. Rápidamente, los paquidermos hicieron pedazos al ejército de la reina, que empezó a huir. Entonces Estabrobates la hirió de un flechazo en el brazo y luego la rozó con una jabalina en la espalda, pero ella logró escapar. Todos se amontonaron en el puente, siendo muchos pisoteados o empujados al río, especialmente cuando los indios los atacaron. Cuando la mayoría de los supervivientes cruzó, la reina hizo cortar las amaras que sostenían el puente, haciéndolo colapsar y ahogando a muchos indios que estaban en él. El rey decidió no intentar cruzar el Indo para perseguirla, y Semíramis se retiró con la pérdida de dos tercios de sus hombres. Estrabón afirmaba que al retirarse atravesó el desierto de Gedrosia, hazaña en la que la acompañaron apenas 20 supervivientes. Ciro el Grande y Alejandro Magno intentaron emular su proeza. Sin embargo, el viajero y escritor griego del siglo IV a. C., Megástenes, llama a no creerse ciegamente los relatos sobre la India. Según él, Semíramis murió antes de intentar conquistarla.

### Muerte
Tiempo después, Ninias conspiró con un eunuco para derrocarla, pero ella se enteró y recordando lo que le había dicho el oráculo no lo castigó, sino que le entregó el reino y mandó a los gobernadores a obedecerlo. Diodoro dice que algunos contaban que se convirtió en paloma y por eso el ave era sagrada en Asia.
En cambio, Orosio afirmaba que era una reina consumida por su lujuria y ambición, mandando traer hombres a su palacio para volverlos sus amantes y luego ejecutarlos. Finalmente, cometió incesto con su hijo, al que tenía abandonado, y para ocultar su crimen legalizó tal práctica.
Moisés creía que Semíramis llegó a librar una guerra contra Zoroastro. Según la crónica de Cefalión ella venció, pero los libros caldeos afirmaban que debió huir a Armenia, donde padeció de hambre y sed. Finalmente, fue asesinada por su hijo Ninias (o Zamesea), durante cuyo reinado murió Abraham.
Varios autores comentaban que Semíramis murió a los 62 años, después de haber reinado 42.

## Identificación histórica

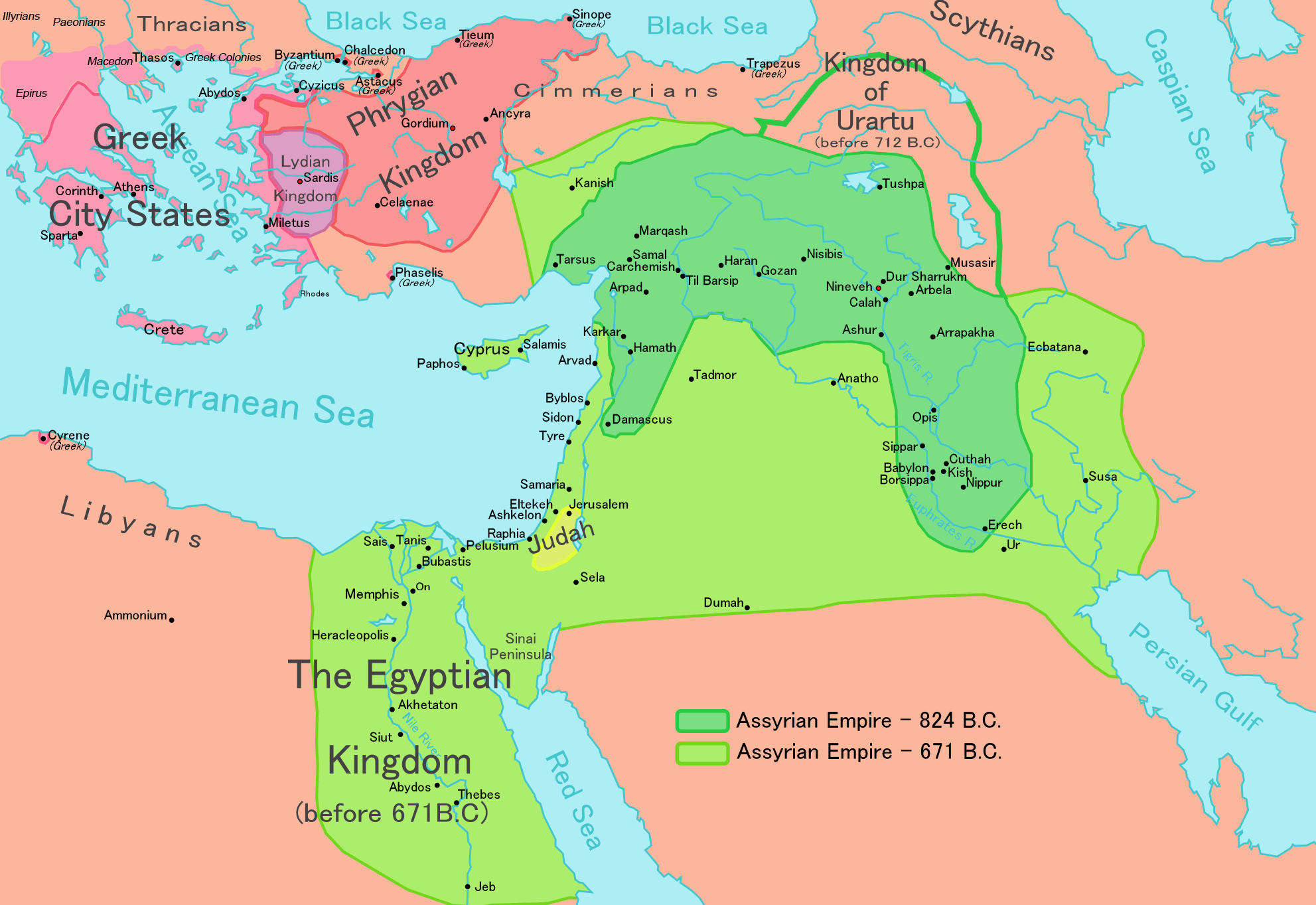
Mapa del Imperio neoasirio.

Sammuramat es la forma acadia original del nombre. Fue la esposa de Shamshiadad V y regente del Imperio neoasirio por cinco años mientras su hijo Adad-nirari III alcanzaba la mayoría de edad. Ella gobernó en una época de incertidumbre política, lo que puede explicar en parte por qué los asirios pudieron haber aceptado el gobierno de una mujer cuando no estaba permitido por su tradición cultural. Conquistó gran parte de Oriente Medio y el Levante y estabilizó y fortaleció el imperio después de una guerra civil destructiva. Se ha especulado que ser una mujer que gobernó con éxito puede haber hecho que los asirios la consideraran con particular reverencia y que sus logros pueden haber sido contados a lo largo de las generaciones hasta que gradualmente se convirtió en una figura legendaria.
Según el Midrash, es identificada como una esposa del rey babilonio Nabucodonosor II, o de Nemrod por haber sido el fundador bíblico de Nínive.

### Las dos Babilonias

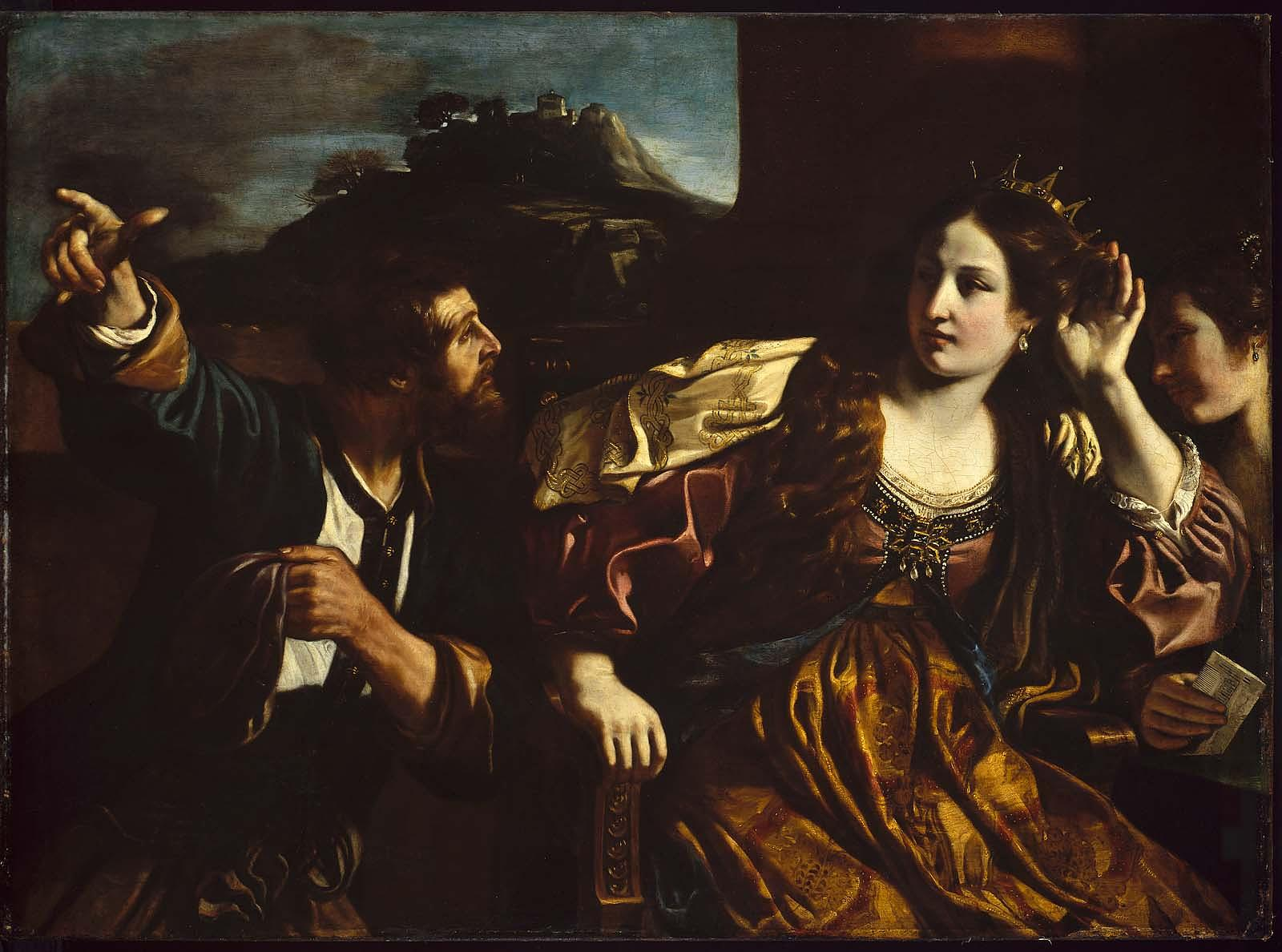
Semiramis oyendo hablar de la insurrección de Babilonia por Giovanni Francesco Barbieri, 1624. Museum of Fine Arts, Boston.